# Ernest Reyer
Louis Étienne Ernest Reyer, ursprungligen Rey, född den 1 december 1823 i Marseille, död den 15 januari 1909 i Le Lavandou nära Hyères, var en fransk tonsättare.
Reyer var 1840-1848 förvaltningstjänsteman i Alger och levde därefter som musiker i Paris, där han med tiden blev bibliotekarie vid Stora operan och 1876 ledamot av Franska institutet. Reybaud debuterade 1850 med odesymfonin Le sélam (ett motstycke till Félicien Davids österländska Le désert), varefter följde hans enaktsopera Wolfram (1854), baletten Sacountala (1858), treaktsoperan La statue (1861), som av flera hålls för hans bästa verk, tvåaktsoperan Erostrate (1862) samt slutligen de stora operorna Sigurd (1884, till ämne ur Völsung-Niflungasagan) och Salammbô (1890, efter Gustave Flauberts roman). Han komponerade även några kantater, sånger med mera. 
Under mycket och ofta häftigt motstånd, som länge hindrade eller fördröjde framkomsten av hans verk, gick Reyer sin egen väg som tonsättare och fortsatte de klassiska traditionerna, som han förmälde med romantisk kolorit. Hans kompositioner är solida, av ofta stor renhet i linjeföringen och färgpräktiga utan all överlastning; karaktärer och situationer förstår han att levandegöra. Man spårar hos honom påverkan av Gluck, Weber, Berlioz och Wagner. Som musikkritiker i "Journal des débats" med flera organ var Reyer en värdig efterträdare till Berlioz; en samling av hans uppsatser utgavs som Notes de musique (1875). Hans anteckningar Quarante ans de musique utgavs 1909.